# Nāḩiyat Markaz al Qardāḩah
Nāḩiyat Markaz al Qardāḩah (arabiska: ناحية مركز القرداحة) är ett subdistrikt i Syrien.   Det ligger i provinsen Latakia, i den västra delen av landet, 220 km norr om huvudstaden Damaskus.
Trakten runt Nāḩiyat Markaz al Qardāḩah består till största delen av jordbruksmark. Runt Nāḩiyat Markaz al Qardāḩah är det tätbefolkat, med 493 invånare per kvadratkilometer.